# Худин, Александр Николаевич (ректор)
Алекса́ндр Никола́евич Ху́дин (род. 4 июня 1960, слобода Пригородняя, Курская область) — российский учёный, доктор педагогических наук, профессор, ректор Курского государственного университета (с 2016 г.), председатель Совета ректоров высших учебных заведений Курской области.

## Биография
Худин Александр Николаевич родился 4 июня 1960 г. в слободе Пригородняя Щигровского района Курской области.
В 1977 г. окончил Пригородненскую среднюю школу.
В 1979 г. работал вожатым во Всесоюзном пионерском лагере «Артек».
С 1981 г. года совмещал учёбу на очном отделении с работой в должности старшего пионерского вожатого школы № 31 г. Курска.
В 1982 г. окончил с отличием Курский государственный педагогический институт (квалификация: Учитель истории, обществоведения, методист воспитательной работы) и был направлен на работу на кафедру теории и методики воспитательной работы Курского государственного педагогического института (КГПИ) в должности ассистента.
В 1985 г. поступил в очную целевую аспирантуру НИИ общих проблем воспитания АПН СССР. В период обучения совмещал учёбу с педагогической деятельностью в школах № 277 и 345 г. Москвы.
В 1988 г. закончил обучение в аспирантуре. В июне 1989 г. успешно защитил кандидатскую диссертацию.
С 1989 г. по 1994 г. — ассистент, старший преподаватель, доцент кафедры теории и методики воспитательной работы КГПИ.
В 1993 г. присвоено учёное звание доцента.
С 1994 г. по 1999 г. — декан факультета педагогики и методики начального образования КГПИ.
С 1994 г. по 2007 г. — доцент кафедры педагогики начального образования (психологии образования и социальной педагогики Курского государственного университета). С 2007 г. по 2021 г. — профессор кафедры педагогики и психологии развития (психологии образования и социальной педагогики Курского государственного университета).
С 1996 г. по октябрь 2010 г. — проректор по учебной работе Курского государственного педагогического университета (Курского государственного университета).
В 2008 г. успешно защитил диссертацию на соискание ученой степени доктора педагогических наук на тему «Управление устойчивым развитием образовательного процесса в университете».
В 2011 г. присвоено ученое звание профессора по кафедре педагогики и психологии развития.
С 2010 г. по 2016 г. — председатель комитета образования и науки Курской области.
1 июля 2016 назначен на должность ректора Курского государственного университета. 30 марта 2021 года избран ректором на второй срок.

## Санкции
6 марта 2022 года подписал Обращение Российского Союза ректоров в поддержку вторжения России на Украину. С 9 июня 2022 года находится под персональными санкциями Украины за поддержку военного вторжения на Украину. Также был внесён ФБК в список коррупционеров и разжигателей войны , 16 марта 2022 года форумом свободной России внесён в «Список Путина» и доклад «поджигателей войны» с предложением введения против него международных санкций.

## Награды и звания
- 1991 г. — Значок «Отличник народного просвещения».
- 2002 г. — Благодарность Министерства образования Российской Федерации.
- 2001, 2010, 2015 гг. — Почётная грамота Курской области.
- 2002, 2014, 2020 гг. — Почётная грамота Курской областной Думы.
- 2009 г. — Нагрудный знак «Почётный работник высшего профессионального образования».
- 2013 г. — Почетная грамота Министра обороны Российской Федерации.
- 2013 г. — Грамота Министерства образования и науки Российской Федерации.
- 2014 г. — Памятная медаль «XXII Олимпийские зимние игры и XI Паралимпийские зимние игры 2014 года в г. Сочи».
- 2014, 2015 гг. — Благодарность Губернатора Курской области.
- 2017 г. — Благодарность руководителя Федеральной антимонопольной службы.
- 2018 г. — Грамота командующего войсками Западного военного округа.
- 2019 г. — Медаль академика В. А. Сластенина и удостоверение Международной Академии наук педагогического образования за достижения в общественно педагогической и научной деятельности[9]
- 2019 г. — Благодарность управления Федерального казначейства по Курской области.
- 2020 г. — Нагрудный знак «Почётный работник науки и образования Курской области»[1][10].
- 2021 г. — Благодарность Министерства науки и высшего образования Российской Федерации[1].

## Академическая, экспертная и общественная деятельность
- Председатель Совета ректоров Курской области
- Член Совета Российского Союза ректоров[11]
- Член Ассоциации вузов Центра России[12]
- Председатель регионального отделения общероссийской общественной организации «Российское профессорское собрание»[13]
- Член Экспертного совета при Губернаторе Курской области
- Член Совета по внедрению Стандарта развития конкуренции в Курской области[13]
- Член Координационного комитета содействия занятости населения
- Член Совета по духовно-нравственному воспитанию детей и молодёжи при Губернаторе Курской области
- Член Совета по улучшению инвестиционного климата и взаимодействию с инвесторами
- Член Комиссии по формированию и подготовке резерва управленческих кадров Курской области[14]
- Член наблюдательного совета Государственного фонда развития промышленности Курской области[15]
- Председатель Общественного совета при Управлении Росреестра по Курской области[16]
- Член Экспертного совета по реализации мероприятий в области повышения финансовой грамотности населения Курской области[17]
- Член Межведомственного совета по развитию добровольчества (волонтерства) в Курской обл.[18]
- Член Комиссии по проведению Всероссийской переписи населения 2020 года территории Курской области[19].